# نیروی زمینی ترکیه
نیروی زمینی ترکیه (به ترکی استانبولی: Türk Kara Kuvvetleri) یا ارتش ترکیه (به ترکی استانبولی: Türk kara ordusu)، شاخه اصلی نیروهای مسلح ترکیه است که مسئول عملیات نظامی زمینی است. ارتش در ۸ نوامبر ۱۹۲۰ پس از سرنگونی امپراتوری عثمانی تشکیل شد. کارزارهای مهم از زمان تأسیس ارتش شامل سرکوب شورش‌ها در جنوب شرقی ترکیه از دهه ۱۹۲۰ تا به امروز، نبرد در جنگ کره، تهاجم ترکیه در سال ۱۹۷۴ به قبرس و دخالت فعلی ترکیه در جنگ داخلی سوریه و همچنین اتحاد با ناتو علیه اتحاد جماهیر شوروی در طول جنگ سرد است. ارتش جایگاه برتر را در میان نیروهای مسلح دارد. رسم بر این است که رئیس ستاد کل نیروهای مسلح ترکیه قبل از انتصاب به عنوان افسر ارشد ترکیه، فرمانده نیروی زمینی ترکیه بوده‌است. در کنار دو نیروی مسلح دیگر، ارتش ترکیه مکرراً در سیاست ترکیه مداخله کرده‌است، عادتی که اکنون با اصلاح شورای امنیت ملی تا حدودی تنظیم شده‌است. فرمانده فعلی نیروی زمینی ترکیه ژنرال موسی آوسور است.
از اواخر سال ۲۰۱۵، ارتش ترکیه (همراه با بقیه نیروهای مسلح) شاهد افزایش قدرت پرسنلی خود به سطح مشابه دهه قبل بود. عواملی که به این رشد کمک کردند عبارتند از تصرف شمال سوریه توسط ترکیه، و همچنین تجدید درگیری کردها و ترکیه.

## نگارخانه

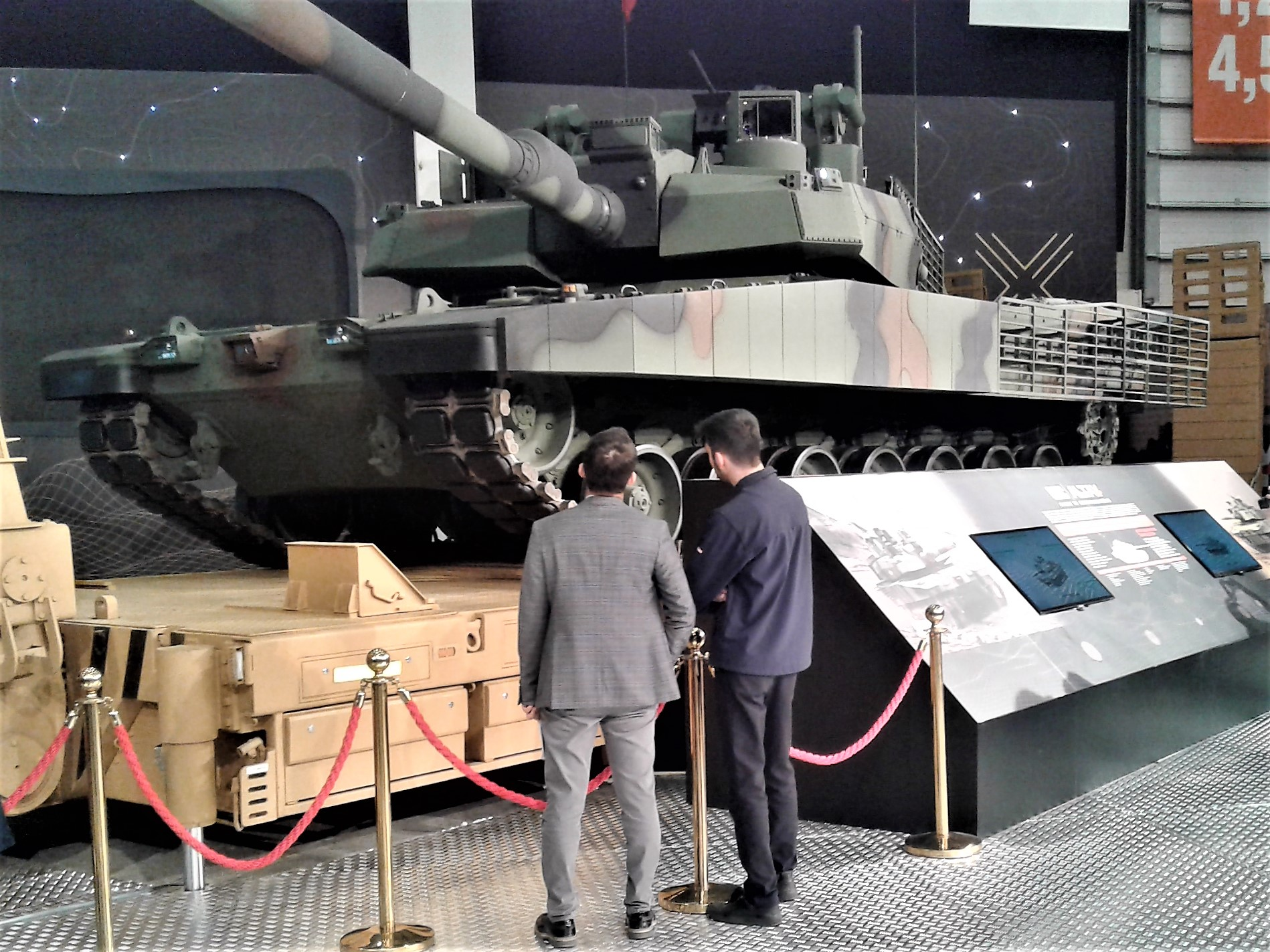
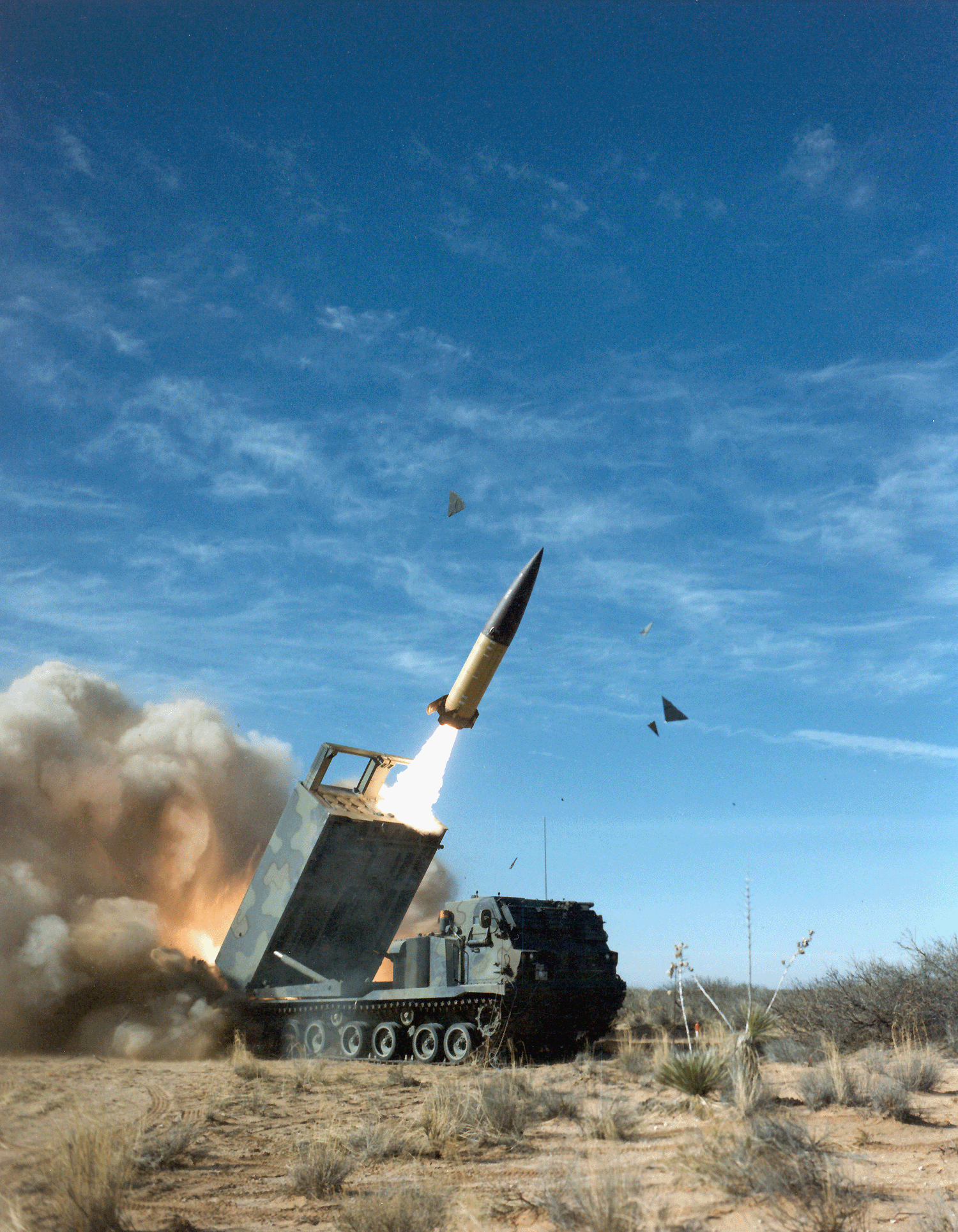
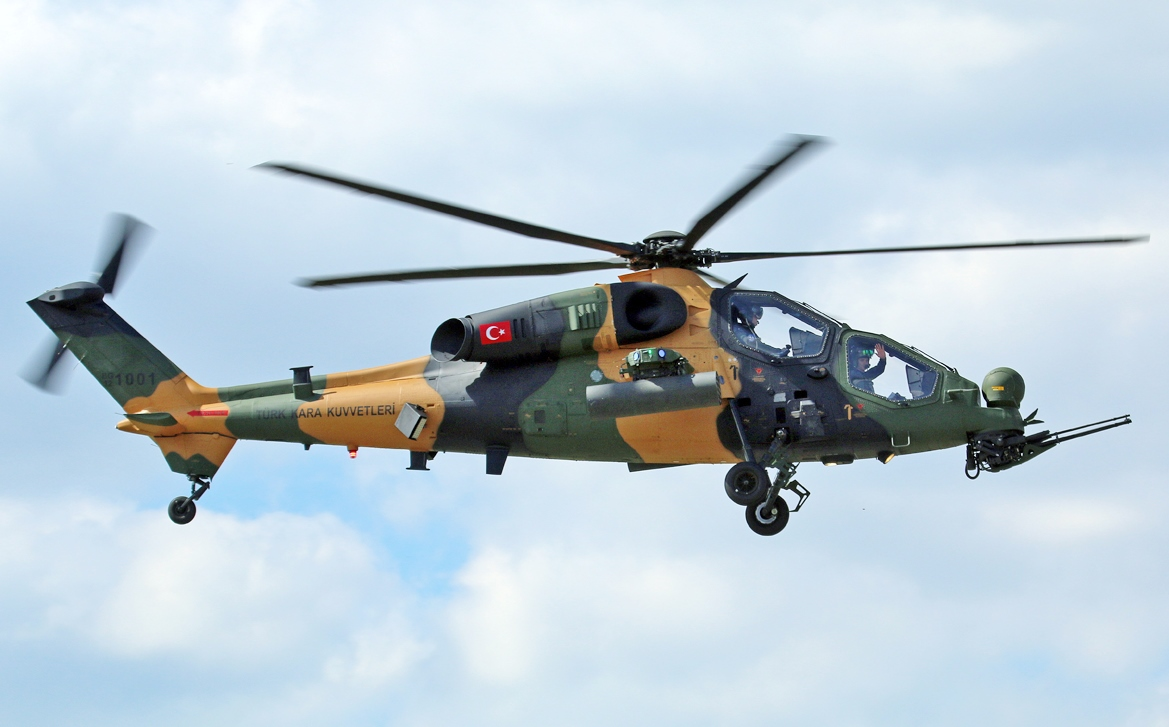
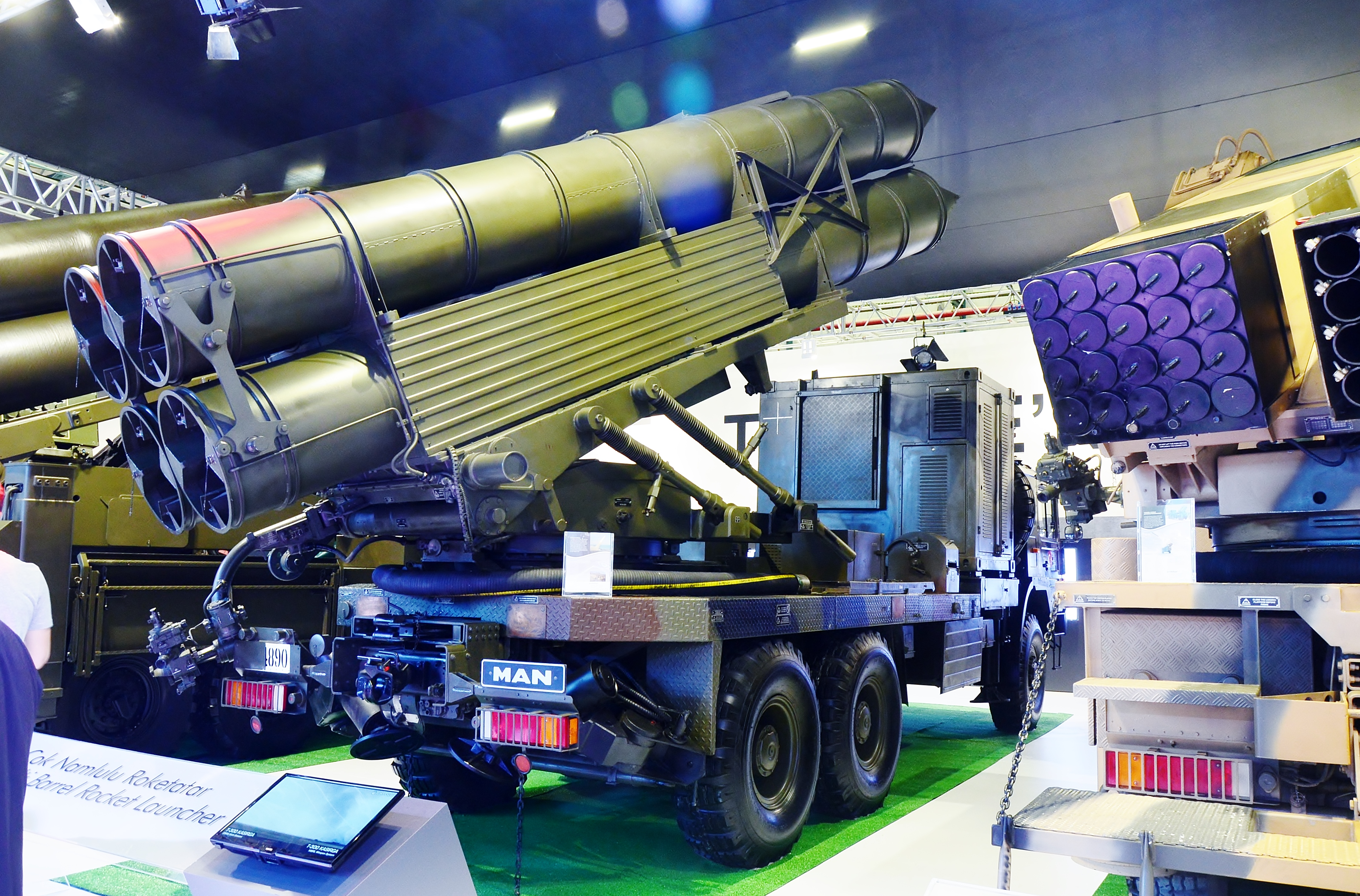
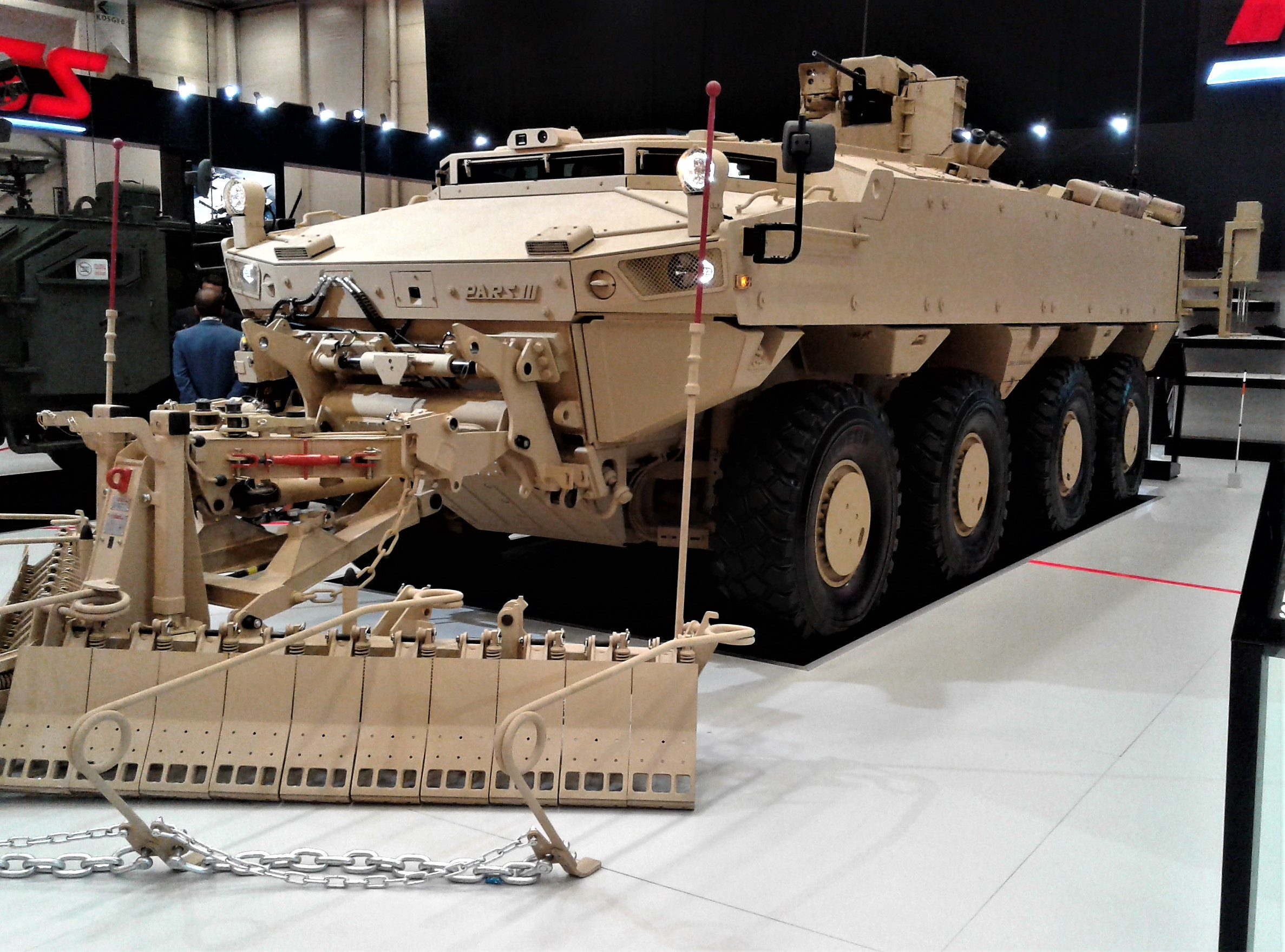
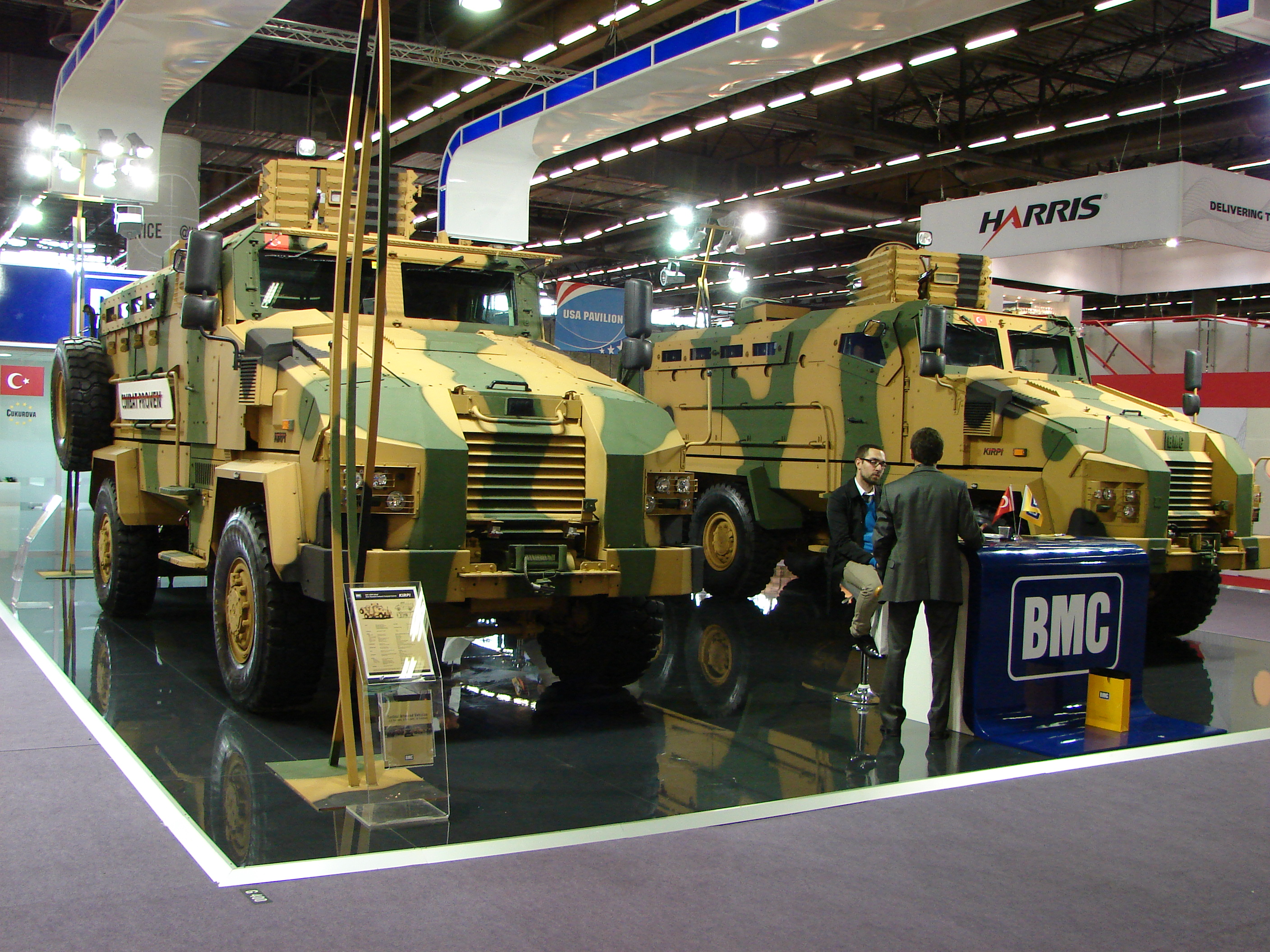